# Flinder Boyd
Flinder Boyd (nacido en San Francisco, el 12 de febrero de 1980) es un exbaloncestista estadounidense nacionalizado inglés, que desarrolló la totalidad de su carrera profesional en Europa. Mide 1,80 metros, y jugaba en la posición de base. 

## Trayectoria

### Universidad
Boyd jugó durante cuatro temporadas con los Big Green del Dartmouth College anotando 1026 puntos y repartiendo 585 asistencias. Posee el récord de Dartmouth de asistencias en un partido (16) y en el total de su carrera universitaria.

### Profesional
[actualizar]

## Selección
Internacional absoluto por Gran Bretaña, participó en la clasificación para el EuroBasket y posteriormente en el Europeo de Polonia 2009, enfrentándose en dos ocasiones a España (en partido preparatorio y oficial de la primera fase). En total disputó 34 encuentros con la selección británica.

## Trayectoria deportiva
- 1998-2002 NCAA. Universidad de Dartmouth.  Estados Unidos
- 2002-2003 STB Le Havre  Francia
- 2003-2004 PRO-B. ALM Évreux Basket  Francia
- 2004-2005 FCM Basket Mulhouse  Francia
- 2005-2006 Hermine Nantes Atlantique  Francia
- 2007-2008  Club Baloncesto Rosalía de Castro  España
- 2008-2009 Leicester Riders.  Inglaterra
- 2009-2010 Newcastle Eagles.  Inglaterra
- 2010-2010 Club Ourense Baloncesto  España
- 2010-2011 BSL. BC Prievidza  Eslovenia
- 2011-2011 A1 Ethniki. AEK Atenas B.C..  Grecia
- 2011-2012 Leicester Riders.  Inglaterra